# Francisco de las Fuentes
Francisco de las Fuentes es un deportista mexicano que compitió en atletismo adaptado. Ganó siete medallas en los Juegos Paralímpicos de Verano entre los años 1976 y 1984.

## Palmarés internacional
| Juegos Paralímpicos | Juegos Paralímpicos                                        | Juegos Paralímpicos | Juegos Paralímpicos |
| Año                 | Lugar                                                      | Medalla             | Prueba              |
| ------------------- | ---------------------------------------------------------- | ------------------- | ------------------- |
| 1976                | Toronto (Canadá)                                           | Medalla de plata    | 60 m 1A             |
| 1980                | Arnhem (Países Bajos)                                      | Medalla de oro      | 60 m 1A             |
| 1980                | Arnhem (Países Bajos)                                      | Medalla de oro      | 4 × 60 m 1A-1C      |
| 1980                | Arnhem (Países Bajos)                                      | Medalla de plata    | Maza 1A             |
| 1980                | Arnhem (Países Bajos)                                      | Medalla de plata    | Eslalon 1A          |
| 1984                | Nueva York (Estados Unidos) Stoke Mandeville (Reino Unido) | Medalla de plata    | Maza 1A             |
| 1984                | Nueva York (Estados Unidos) Stoke Mandeville (Reino Unido) | Medalla de plata    | Eslalon 1A          |